# Campeonato Europeo de Baloncesto Femenino Sub-18 de 2017
El Campeonato Europeo de Baloncesto Femenino Sub-18 de 2017 fue la 34.ª edición del Campeonato Europeo de Baloncesto Femenino Sub-18. La competición tuvo lugar en la ciudad de Sopron de Hungría del 5 al 13 de agosto de 2017.

## Sedes
| Sopron                        | Sopron             | SopronSopron, sede del Campeonato Europeo de Baloncesto Femenino Sub-18 de 2017. |
| Novomatic Aréna               | Novomatic Aréna II | SopronSopron, sede del Campeonato Europeo de Baloncesto Femenino Sub-18 de 2017. |
| Capacidad: 2.500 espectadores | Capacidad:         | SopronSopron, sede del Campeonato Europeo de Baloncesto Femenino Sub-18 de 2017. |
|                               |                    | SopronSopron, sede del Campeonato Europeo de Baloncesto Femenino Sub-18 de 2017. |

## Equipos participantes
- Bélgica
- Bosnia y Herzegovina (3º)
- Croacia
- República Checa
- Francia
- Grecia (2º)
- Hungría
- Letonia
- Italia
- Lituania
- Rusia
- Serbia
- Eslovenia
- Suecia (1º)
- España
- Turquía

## Árbitros
Los árbitros elegidos para dirigir los encuentros fueron:
- Mykola Ambrosov
- Tamas Benczur
- Mila Čavara
- Alexey Davydov
- Igor Esteve Malmierca
- Tamás Földházi
- Mathieu Hosselet
- Ivana Ivanović
- Tomas Jasevičius
- Jasmina Juras
- Gellért Kapitány
- Anton Makhlin
- Anastasios Manos
- Manuel Mazzoni
- Sarty Nghixulifwa
- Arnis Ozols
- Zoltán Palla
- Volodymyr Pediev
- Nikola Perlić
- Bernard Vassallo
- Pedro Alfonso Vásquez González
- Gavin Williams
- Zafer Yılmaz
- Zdenko Zubak

## Fase de grupos
En esta ronda, los 16 equipos están agrupados en cuatro grupos de cuatro equipos cada uno. Todos los equipos avanzan a la Fase Final.

### Grupo A
|   | Equipo  | Pts | PG | PP | PF  | PC  | Dif |
| - | ------- | --- | -- | -- | --- | --- | --- |
| 1 | España  | 6   | 3  | 0  | 226 | 172 | 54  |
| 2 | Suecia  | 5   | 2  | 1  | 184 | 194 | −10 |
| 3 | Serbia  | 4   | 1  | 2  | 206 | 203 | 3   |
| 4 | Croacia | 3   | 0  | 3  | 171 | 218 | −47 |

#### Partidos
| 5 de agosto de 2017, 13:00 | Suecia                                                 | 52–85                | España                                               |                                                                                              |  |
|                            | Parciales: 21–21, 10–20, 11–25, 10–19                  |                      |                                                      |                                                                                              |  |
|                            | Estadísticas K. Lundquist 24 K. Lundquist 6 L. Hjern 3 | Reporte Pts Reb Asts | Estadísticas 11 I. Junio 6 M. Pendande 5 P. González | Pabellón: Novomatic Aréna II, Sopron Árbitros: Mila Čavara Gellért Kapitány Volodymyr Pediev |  |

| 5 de agosto de 2017, 18:15 | Serbia                                               | 82–66                | Croacia                                           |                                                                                              |  |
|                            | Parciales: 23–15, 22–16, 13–11, 24–24                |                      |                                                   |                                                                                              |  |
|                            | Estadísticas T. Turudic 20 T. Turudic 9 I. Katanic 7 | Reporte Pts Reb Asts | Estadísticas 17 A. Katavic 7 L. Kostic 9 M. Tadic | Pabellón: Novomatic Aréna II, Sopron Árbitros: Tomas Jasevičius Anton Makhlin Gavin Williams |  |

| 6 de agosto de 2017, 13:30 | Croacia                                           | 40–62                | Suecia                                                      |                                                                                           |  |
|                            | Parciales: 8–15, 16–18, 6–14, 10–15               |                      |                                                             |                                                                                           |  |
|                            | Estadísticas J. Pavic 14 A. Katavic 12 M. Tadic 5 | Reporte Pts Reb Asts | Estadísticas 19 K. Lundquist 12 K. Lundquist 4 K. Lundquist | Pabellón: Novomatic Aréna, Sopron Árbitros: Manuel Mazzoni Mathieu Hosselet Anton Makhlin |  |

| 6 de agosto de 2017, 20:15 | España                                           | 67–55                | Serbia                                            |                                                                                          |  |
|                            | Parciales: 21–9, 11–11, 17–15, 18–20             |                      |                                                   |                                                                                          |  |
|                            | Estadísticas I. Junio 17 I. Junio 12 A. Prieto 4 | Reporte Pts Reb Asts | Estadísticas 15 N. Naumcev 7 I. Raca 5 I. Katanic | Pabellón: Novomatic Aréna, Sopron Árbitros: Alexey Davydov Zoltán Palla Bernard Vassallo |  |

| 7 de agosto de 2017, 15:15 | Serbia                                                       | 69–70                | Suecia                                                  | |  |
|                            | Parciales: 16–17, 12–22, 15–19, 26–12                        |                      |                                                         | |  |
|                            | Estadísticas M. Djordjevic 13 I. Katanic 9 N. Dimitrijevic 8 | Reporte Pts Reb Asts | Estadísticas 28 K. Lundquist 12 K. Lundquist 6 L. Hjern | Pabellón: Novomatic Aréna II, Sopron Árbitros: Manuel Mazzoni Igor Esteve Malmierca Gavin Williams |  |

| 7 de agosto de 2017, 17:30 | España                                              | 74–65                | Croacia                                          | |  |
|                            | Parciales: 18–14, 25–9, 20–23, 11–19                |                      |                                                  | |  |
|                            | Estadísticas L. Rodríguez 16 S. Serrat 6 A. Ayuso 4 | Reporte Pts Reb Asts | Estadísticas 15 M. Tadic 7 M. Tadic 3 A. Katavic | Pabellón: Novomatic Aréna II, Sopron Árbitros: Mathieu Hosselet Anastasios Manos Sarty Nghixulifwa |  |

### Grupo B
|   | Equipo  | Pts | PG | PP | PF  | PC  | Dif |
| - | ------- | --- | -- | -- | --- | --- | --- |
| 1 | Hungría | 6   | 3  | 0  | 239 | 171 | 68  |
| 2 | Letonia | 5   | 2  | 1  | 185 | 202 | −17 |
| 3 | Grecia  | 4   | 1  | 2  | 187 | 215 | −28 |
| 4 | Turquía | 3   | 0  | 3  | 167 | 190 | −23 |

#### Partidos
| 5 de agosto de 2017, 15:15 | Grecia                                                  | 62–71                | Letonia                                        | |  |
|                            | Parciales: 8–18, 17–16, 15–19, 22–18                    |                      |                                                | |  |
|                            | Estadísticas E. Tsineke 33 A. Tsineke 6 A. Tzanetatou 8 | Reporte Pts Reb Asts | Estadísticas 15 A. Gulbe 7 A. Gulbe 5 L. Septe | Pabellón: Novomatic Aréna II, Sopron Árbitros: Mathieu Hosselet Sarty Nghixulifwa Zdenko Zubak (SVK) |  |

| 5 de agosto de 2017, 18:15 | Hungría                                             | 67–55                | Turquía                                                | |  |
|                            | Parciales: 20–12, 19–10, 15–12, 13–21               |                      |                                                        | |  |
|                            | Estadísticas L. Gereben 17 R. Lelik 10 P. Pusztai 7 | Reporte Pts Reb Asts | Estadísticas 16 M. Yildizhan 7 E. Kurtyemez 3 D. Alper | Pabellón: Novomatic Aréna, Sopron Árbitros: Anastasios Manos Pedro Alfonso Vásquez González Bernard Vassallo |  |

| 6 de agosto de 2017, 13:00 | Turquía                                             | 57–62                | Grecia                                                      |                                                                                                 |  |
|                            | Parciales: 13–15, 13–15, 14–9, 17–23                |                      |                                                             |                                                                                                 |  |
|                            | Estadísticas D. Alper 26 I. Guner 13 M. Yildizhan 7 | Reporte Pts Reb Asts | Estadísticas 23 E. Tsineke 8 M. Anastasopoulou 5 E. Tsineke | Pabellón: Novomatic Aréna II, Sopron Árbitros: Tomas Jasevičius Volodymyr Pediev Gavin Williams |  |

| 6 de agosto de 2017, 18:00 | Letonia                                                 | 53–85                | Hungría                                             |                                                                                                 |  |
|                            | Parciales: 14–23, 12–19, 16–19, 11–24                   |                      |                                                     |                                                                                                 |  |
|                            | Estadísticas J. Rozentale 14 J. Rozentale 12 L. Septe 2 | Reporte Pts Reb Asts | Estadísticas 20 B. Meresz 12 D. Juhasz 6 P. Pusztai | Pabellón: Novomatic Aréna, Sopron Árbitros: Mila Čavara Igor Esteve Malmierca Sarty Nghixulifwa |  |

| 7 de agosto de 2017, 13:30 | Letonia                                                  | 61–55                | Turquía                                         |                                                                                       |  |
|                            | Parciales: 19–13, 25–10, 13–14, 4–18                     |                      |                                                 |                                                                                       |  |
|                            | Estadísticas J. Rozentale 14 J. Rozentale 9 M. Klavina 5 | Reporte Pts Reb Asts | Estadísticas 20 I. Guner 16 I. Guner 3 I. Guner | Pabellón: Novomatic Aréna, Sopron Árbitros: Alexey Davydov Mila Čavara Ivana Ivanović |  |

| 7 de agosto de 2017, 18:00 | Hungría                                            | 87–63                | Grecia                                             |                                                                                         |  |
|                            | Parciales: 23–12, 19–16, 27–16, 18–19              |                      |                                                    |                                                                                         |  |
|                            | Estadísticas D. Juhasz 25 D. Juhasz 8 P. Pusztai 6 | Reporte Pts Reb Asts | Estadísticas 12 I. Prapa 8 E. Tsineke 5 E. Tsineke | Pabellón: Novomatic Aréna, Sopron Árbitros: Tomas Jasevičius Anton Makhlin Zdenko Zubak |  |

### Grupo C
|   | Equipo          | Pts | PG | PP | PF  | PC  | Dif |
| - | --------------- | --- | -- | -- | --- | --- | --- |
| 1 | República Checa | 6   | 3  | 0  | 208 | 170 | 38  |
| 2 | Rusia           | 4   | 1  | 2  | 187 | 188 | −1  |
| 3 | Lituania        | 4   | 1  | 2  | 206 | 208 | −2  |
| 4 | Eslovenia       | 4   | 1  | 2  | 174 | 209 | −35 |

#### Partidos
| 5 de agosto de 2017, 13:00 | Eslovenia                                             | 57–73                | República Checa                                           |                                                                                                |  |
|                            | Parciales: 14–26, 12–18, 19–19, 12–10                 |                      |                                                           |                                                                                                |  |
|                            | Estadísticas Z. Friskovec 21 T. Gorsic 8 A. Kroselj 5 | Reporte Pts Reb Asts | Estadísticas 15 V. Vorackova 13 V. Vorackova 5 N. Raskova | Pabellón: Novomatic Aréna, Sopron Árbitros: Nikola Perlić Igor Esteve Malmierca Ivana Ivanović |  |

| 5 de agosto de 2017, 20:30 | Rusia                                                    | 65–79                | Lituania                                                           |                                                                                                 |  |
|                            | Parciales: 15–17, 15–19, 15–23, 20–20                    |                      |                                                                    |                                                                                                 |  |
|                            | Estadísticas A. Zaitceva 12 A. Zaitceva 8 D. Repnikova 5 | Reporte Pts Reb Asts | Estadísticas 14 K. Serkeviciute 7 L. Sakeviciute 4 K. Serkeviciute | Pabellón: Novomatic Aréna II, Sopron Árbitros: Nikola Perlić Igor Esteve Malmierca Zoltán Palla |  |

| 6 de agosto de 2017, 15:15 | Lituania                                                        | 67–72                | Eslovenia                                              |                                                                                         |  |
|                            | Parciales: 12–25, 14–20, 18–11, 23–16                           |                      |                                                        |                                                                                         |  |
|                            | Estadísticas K. Serkeviciute 14 G. Segzdaite 9 D. Donskichyte 3 | Reporte Pts Reb Asts | Estadísticas 22 Z. Friskovec 8 G. Kramzar 6 A. Kroselj | Pabellón: Novomatic Aréna II, Sopron Árbitros: Zafer Yılmaz Tamás Földházi Zdenko Zubak |  |

| 6 de agosto de 2017, 19:45 | República Checa                                         | 64–53                | Rusia                                                    |                                                                                           |  |
|                            | Parciales: 23–14, 15–15, 12–11, 14–13                   |                      |                                                          |                                                                                           |  |
|                            | Estadísticas A. Smutna 22 V. Vorackova 11 K. Sotolova 9 | Reporte Pts Reb Asts | Estadísticas 12 V. Kozhukhar 7 A. Zaitceva 5 O. Safonova | Pabellón: Novomatic Aréna II, Sopron Árbitros: Jasmina Juras Tamas Benczur Ivana Ivanović |  |

| 7 de agosto de 2017, 15:45 | Rusia                                                    | 69–45                | Eslovenia                                               | |  |
|                            | Parciales: 22–7, 13–14, 25–9, 9–15                       |                      |                                                         | |  |
|                            | Estadísticas V. Kozhukhar 12 A. Zaitceva 10 O. Stolyar 5 | Reporte Pts Reb Asts | Estadísticas 12 Z. Friskovec 5 T. Gorsic 4 E. Prevodnik | Pabellón: Novomatic Aréna, Sopron Árbitros: Bernard Vassallo Volodymyr Pediev Pedro Alfonso Vásquez González |  |

| 7 de agosto de 2017, 20:15 | República Checa                                         | 71–60                | Lituania                                                        |                                                                                      |  |
|                            | Parciales: 18–11, 16–16, 14–13, 23–20                   |                      |                                                                 |                                                                                      |  |
|                            | Estadísticas A. Smutna 18 B. Tomancova 7 V. Vorackova 6 | Reporte Pts Reb Asts | Estadísticas 14 D. Donskichyte 8 G. Segzdaite 3 K. Serkeviciute | Pabellón: Novomatic Aréna, Sopron Árbitros: Jasmina Juras Zoltán Palla Nikola Perlić |  |

### Grupo D
|   | Equipo               | Pts | PG | PP | PF  | PC  | Dif |
| - | -------------------- | --- | -- | -- | --- | --- | --- |
| 1 | Italia               | 5   | 2  | 1  | 180 | 138 | 42  |
| 2 | Bélgica              | 5   | 2  | 1  | 156 | 157 | −1  |
| 3 | Francia              | 5   | 2  | 1  | 162 | 154 | 8   |
| 4 | Bosnia y Herzegovina | 3   | 0  | 3  | 151 | 200 | −49 |

#### Partidos
| 5 de agosto de 2017, 15:15 | Bosnia y Herzegovina                                 | 44–71                | Italia                                              |                                                                                        |  |
|                            | Parciales: 15–21, 15–13, 6–15, 8–22                  |                      |                                                     |                                                                                        |  |
|                            | Estadísticas S. Heljic 12 S. Heljic 13 S. Azinovic 5 | Reporte Pts Reb Asts | Estadísticas 13 M. Fassina 9 S. Madera 5 M. Fassina | Pabellón: Novomatic Aréna, Sopron Árbitros: Zafer Yılmaz Mykola Ambrosov Tamas Benczur |  |

| 5 de agosto de 2017, 20:30 | Francia                                          | 52–43                | Bélgica                                           |                                                                                      |  |
|                            | Parciales: 21–11, 11–7, 11–9, 9–16               |                      |                                                   |                                                                                      |  |
|                            | Estadísticas K. Sissoko 10 T. Pouye 5 T. Pouye 3 | Reporte Pts Reb Asts | Estadísticas 14 B. Massey 9 B. Massey 2 B. Massey | Pabellón: Novomatic Aréna, Sopron Árbitros: Jasmina Juras Tamás Földházi Arnis Ozols |  |

| 6 de agosto de 2017, 15:45 | Bélgica                                               | 55–51                | Bosnia y Herzegovina                                  |                                                                                               |  |
|                            | Parciales: 21–6, 9–10, 20–22, 5–13                    |                      |                                                       |                                                                                               |  |
|                            | Estadísticas B. Massey 15 B. Massey 13 E. Hambursin 4 | Reporte Pts Reb Asts | Estadísticas 15 S. Azinovic 6 I. Krakic 4 S. Azinovic | Pabellón: Novomatic Aréna, Sopron Árbitros: Anastasios Manos Mykola Ambrosov Gellért Kapitány |  |

| 6 de agosto de 2017, 17:30 | Italia                                          | 55–36                | Francia                                            | |  |
|                            | Parciales: 18–12, 9–6, 15–9, 13–9               |                      |                                                    | |  |
|                            | Estadísticas C. Verona 15 L. Cubaj 8 L. Cubaj 3 | Reporte Pts Reb Asts | Estadísticas 10 C. Germond 7 N. Fofana 3 N. Fofana | Pabellón: Novomatic Aréna II, Sopron Árbitros: Nikola Perlić Arnis Ozols Pedro Alfonso Vásquez González |  |

| 7 de agosto de 2017, 13:00 | Francia                                           | 74–56                | Bosnia y Herzegovina                                  |                                                                                          |  |
|                            | Parciales: 13–19, 27–12, 15–14, 19–11             |                      |                                                       |                                                                                          |  |
|                            | Estadísticas N. Mbandu 13 K. Sissoko 7 T. Pouye 4 | Reporte Pts Reb Asts | Estadísticas 20 S. Azinovic 6 I. Krakic 3 S. Azinovic | Pabellón: Novomatic Aréna II, Sopron Árbitros: Zafer Yılmaz Tamas Benczur Tamás Földházi |  |

| 7 de agosto de 2017, 19:45 | Italia                                           | 54–58                | Bélgica                                               |                                                                                             |  |
|                            | Parciales: 18–10, 10–13, 8–16, 15–12 (T.E.: 3–7) |                      |                                                       |                                                                                             |  |
|                            | Estadísticas E. Pinzan 22 L. Cubaj 12 L. Cubaj 3 | Reporte Pts Reb Asts | Estadísticas 18 B. Massey 12 B. Massey 7 E. Hambursin | Pabellón: Novomatic Aréna II, Sopron Árbitros: Arnis Ozols Mykola Ambrosov Gellért Kapitány |  |

## Fase final

### Cuadro final
|  | Octavos de final     | Octavos de final |                 |         | Cuartos de final | Cuartos de final |  |                 | Semifinales  | Semifinales  |         |              | Final           | Final        |  |
|  | 9 de agosto          | 9 de agosto      |                 |         | 10 de agosto     | 10 de agosto     |  |                 | 12 de agosto | 12 de agosto |         |              | 13 de agosto    | 13 de agosto |  |
|  |                      |                  |                 |         |                  |                  |  |                 |              |              |         |              |                 |              |  |
|  |                      |                  |                 |         |                  |                  |  |                 |              |              |         |              |                 |              |  |
|  | España               | 72               |                 |         |                  |                  |  |                 |              |              |         |              |                 |              |  |
|  | España               | 72               |                 |         |                  |                  |  |                 |              |              |         |              |                 |              |  |
|  | Turquía              | 46               |                 |         |                  |                  |  |                 |              |              |         |              |                 |              |  |
|  | Turquía              | 46               |                 | España  | 45               |                  |  |                 |              |              |         |              |                 |              |  |
|  |                      |                  |                 | España  | 45               |                  |  |                 |              |              |         |              |                 |              |  |
|  |                      |                  | Francia         | 51      |                  |                  |  |                 |              |              |         |              |                 |              |  |
|  | Rusia                | 60               | Francia         | 51      |                  |                  |  |                 |              |              |         |              |                 |              |  |
|  | Rusia                | 60               |                 |         |                  |                  |  |                 |              |              |         |              |                 |              |  |
|  | Francia              | 63               |                 |         |                  |                  |  |                 |              |              |         |              |                 |              |  |
|  | Francia              | 63               |                 |         |                  |                  |  | Francia         | 48           |              |         |              |                 |              |  |
|  |                      |                  |                 |         |                  |                  |  | Francia         | 48           |              |         |              |                 |              |  |
|  |                      |                  | Serbia          | 66      |                  |                  |  |                 |              |              |         |              |                 |              |  |
|  | Letonia              | 60               | Serbia          | 66      |                  |                  |  |                 |              |              |         |              |                 |              |  |
|  | Letonia              | 60               |                 |         |                  |                  |  |                 |              |              |         |              |                 |              |  |
|  | Serbia               | 66               |                 |         |                  |                  |  |                 |              |              |         |              |                 |              |  |
|  | Serbia               | 66               |                 | Serbia  | 74               |                  |  |                 |              |              |         |              |                 |              |  |
|  |                      |                  |                 | Serbia  | 74               |                  |  |                 |              |              |         |              |                 |              |  |
|  |                      |                  | Eslovenia       | 63      |                  |                  |  |                 |              |              |         |              |                 |              |  |
|  | Italia               | 51               | Eslovenia       | 63      |                  |                  |  |                 |              |              |         |              |                 |              |  |
|  | Italia               | 51               |                 |         |                  |                  |  |                 |              |              |         |              |                 |              |  |
|  | Eslovenia            | 53               |                 |         |                  |                  |  |                 |              |              |         |              |                 |              |  |
|  | Eslovenia            | 53               |                 |         |                  |                  |  |                 |              |              |         | Serbia       | 53              |              |  |
|  |                      |                  |                 |         |                  |                  |  |                 |              |              |         | Serbia       | 53              |              |  |
|  |                      |                  | Bélgica         | 55      |                  |                  |  |                 |              |              |         |              |                 |              |  |
|  | Suecia               | 72               | Bélgica         | 55      |                  |                  |  |                 |              |              |         |              |                 |              |  |
|  | Suecia               | 72               |                 |         |                  |                  |  |                 |              |              |         |              |                 |              |  |
|  | Grecia               | 61               |                 |         |                  |                  |  |                 |              |              |         |              |                 |              |  |
|  | Grecia               | 61               |                 | Suecia  | 43               |                  |  |                 |              |              |         |              |                 |              |  |
|  |                      |                  |                 | Suecia  | 43               |                  |  |                 |              |              |         |              |                 |              |  |
|  |                      |                  | República Checa | 71      |                  |                  |  |                 |              |              |         |              |                 |              |  |
|  | República Checa      | 75               | República Checa | 71      |                  |                  |  |                 |              |              |         |              |                 |              |  |
|  | República Checa      | 75               |                 |         |                  |                  |  |                 |              |              |         |              |                 |              |  |
|  | Bosnia y Herzegovina | 55               |                 |         |                  |                  |  |                 |              |              |         |              |                 |              |  |
|  | Bosnia y Herzegovina | 55               |                 |         |                  |                  |  | República Checa | 49           |              |         |              |                 |              |  |
|  |                      |                  |                 |         |                  |                  |  | República Checa | 49           |              |         |              |                 |              |  |
|  |                      |                  | Bélgica         | 63      |                  |                  |  |                 |              |              |         |              |                 |              |  |
|  | Hungría              | 67               | Bélgica         | 63      |                  |                  |  |                 |              |              |         |              |                 |              |  |
|  | Hungría              | 67               |                 |         |                  |                  |  |                 |              |              |         |              |                 |              |  |
|  | Croacia              | 41               |                 |         |                  |                  |  |                 |              |              |         |              |                 |              |  |
|  | Croacia              | 41               |                 | Hungría | 56               |                  |  |                 |              |              |         | Tercer lugar | Tercer lugar    |              |  |
|  |                      |                  |                 | Hungría | 56               |                  |  |                 |              |              |         | Tercer lugar | Tercer lugar    |              |  |
|  |                      |                  | Bélgica         | 59      |                  |                  |  |                 |              |              |         |              |                 |              |  |
|  | Bélgica              | 58               | Bélgica         | 59      |                  |                  |  |                 |              |              | Francia | 55           |                 |              |  |
|  | Bélgica              | 58               |                 |         |                  |                  |  |                 |              |              | Francia | 55           |                 |              |  |
|  | Lituania             | 51               |                 |         |                  |                  |  |                 |              |              |         |              | República Checa | 48           |  |
|  | Lituania             | 51               |                 |         |                  |                  |  |                 |              |              |         |              | República Checa | 48           |  |
|  |                      |                  |                 |         |                  |                  |  |                 |              |              |         |              |                 |              |  |

#### Octavos de final
| 9 de agosto de 2017, 13:00 | Suecia                                                  | 72–61                | Grecia                                                |                                                                                           |  |
|                            | Parciales: 22–10, 12–14, 26–18, 12–19                   |                      |                                                       |                                                                                           |  |
|                            | Estadísticas K. Lundquist 25 K. Lundquist 10 L. Hjern 5 | Reporte Pts Reb Asts | Estadísticas 16 E. Tsineke 10 E. Tsineke 5 E. Tsineke | Pabellón: Novomatic Aréna II, Sopron Árbitros: Nikola Perlić Tamas Benczur Ivana Ivanović |  |

| 9 de agosto de 2017, 13:30 | Rusia                                                       | 60–63                | Francia                                             |                                                                                              |  |
|                            | Parciales: 14–23, 19–6, 15–11, 12–23                        |                      |                                                     |                                                                                              |  |
|                            | Estadísticas A. Zaitceva 17 D. Kosulnikova 11 A. Zaitceva 4 | Reporte Pts Reb Asts | Estadísticas 15 T. Pouye 9 N. Fofana 3 R. Jeanneaux | Pabellón: Novomatic Aréna, Sopron Árbitros: Tomas Jasevičius Anastasios Manos Gavin Williams |  |

| 9 de agosto de 2017, 15:15 | República Checa                                             | 75–55                | Bosnia y Herzegovina                                   |                                                                                                  |  |
|                            | Parciales: 16–10, 7–10, 29–16, 23–19                        |                      |                                                        |                                                                                                  |  |
|                            | Estadísticas K. Brabencova 18 V. Vorackova 10 K. Sotolova 6 | Reporte Pts Reb Asts | Estadísticas 18 G. Viskovic 10 S. Heljic 3 S. Azinovic | Pabellón: Novomatic Aréna II, Sopron Árbitros: Alexey Davydov Igor Esteve Malmierca Zdenko Zubak |  |

| 9 de agosto de 2017, 15:45 | España                                                     | 72–46                | Turquía                                        |                                                                                            |  |
|                            | Parciales: 24–6, 14–10, 18–15, 16–15                       |                      |                                                |                                                                                            |  |
|                            | Estadísticas N. Rodríguez 13 M. Pendande 11 L. Rodríguez 3 | Reporte Pts Reb Asts | Estadísticas 14 I. Guner 7 I. Guner 3 E. Sahin | Pabellón: Novomatic Aréna, Sopron Árbitros: Jasmina Juras Tamás Földházi Sarty Nghixulifwa |  |

| 9 de agosto de 2017, 17:30 | Letonia                                            | 60–66                | Serbia                                                   | |  |
|                            | Parciales: 11–20, 17–17, 17–11, 15–18              |                      |                                                          | |  |
|                            | Estadísticas N. Ozola 17 J. Rozentale 14 S. Lipe 3 | Reporte Pts Reb Asts | Estadísticas 21 T. Turudic 10 M. Djordjevic 4 I. Katanic | Pabellón: Novomatic Aréna II, Sopron Árbitros: Zafer Yılmaz Gellért Kapitány Pedro Alfonso Vásquez González |  |

| 9 de agosto de 2017, 18:00 | Hungría                                         | 67–41                | Croacia                                              |                                                                                          |  |
|                            | Parciales: 8–14, 21–4, 20–12, 18–11             |                      |                                                      |                                                                                          |  |
|                            | Estadísticas R. Lelik 12 D. Czukor 7 R. Lelik 4 | Reporte Pts Reb Asts | Estadísticas 15 K. Erjavec 9 A. Vojtulek 4 L. Kostic | Pabellón: Novomatic Aréna, Sopron Árbitros: Arnis Ozols Mykola Ambrosov Volodymyr Pediev |  |

| 9 de agosto de 2017, 19:45 | Italia                                           | 51–53                | Eslovenia                                                |                                                                                          |  |
|                            | Parciales: 15–21, 11–12, 12–10, 13–10            |                      |                                                          |                                                                                          |  |
|                            | Estadísticas S. Madera 16 L. Cubaj 7 C. Verona 4 | Reporte Pts Reb Asts | Estadísticas 21 Z. Friskovec 13 T. Gorsic 3 Z. Friskovec | Pabellón: Novomatic Aréna II, Sopron Árbitros: Mila Čavara Mathieu Hosselet Zoltán Palla |  |

| 9 de agosto de 2017, 20:15 | Bélgica                                           | 58–55                | Lituania                                                   |                                                                                           |  |
|                            | Parciales: 20–9, 13–20, 10–12, 15–14              |                      |                                                            |                                                                                           |  |
|                            | Estadísticas L. Devos 13 B. Massey 14 B. Massey 4 | Reporte Pts Reb Asts | Estadísticas 13 G. Segzdaite 10 G. Segzdaite 5 L. Tamutyte | Pabellón: Novomatic Aréna, Sopron Árbitros: Manuel Mazzoni Anton Makhlin Bernard Vassallo |  |

#### Cuartos de final
| 10 de agosto de 2017, 13:30 | España                                                 | 45–51                | Francia                                           | |  |
|                             | Parciales: 10–10, 13–10, 10–18, 12–13                  |                      |                                                   | |  |
|                             | Estadísticas I. Junio 10 L. Rodríiguez 6 P. González 3 | Reporte Pts Reb Asts | Estadísticas 12 T. Pouye 9 K. Sissoko 4 N. Mbandu | Pabellón: Novomatic Aréna, Sopron Árbitros: Jasmina Juras Manuel Mazzoni Pedro Alfonso Vásquez González |  |

| 10 de agosto de 2017, 15:45 | Suecia                                                     | 43–71                | República Checa                                           |                                                                                            |  |
|                             | Parciales: 9–21, 5–17, 14–14, 15–19                        |                      |                                                           |                                                                                            |  |
|                             | Estadísticas K. Lundquist 13 K. Lundquist 8 K. Lundquist 4 | Reporte Pts Reb Asts | Estadísticas 16 T. Vitulova 11 A. Kopecka 4 K. Brabencova | Pabellón: Novomatic Aréna, Sopron Árbitros: Tomas Jasevičius Mila Čavara Sarty Nghixulifwa |  |

| 10 de agosto de 2017, 18:00 | Hungría                                              | 56–59                | Bélgica                                              |                                                                                        |  |
|                             | Parciales: 10–17, 12–16, 17–18, 17–8                 |                      |                                                      |                                                                                        |  |
|                             | Estadísticas V. Kanyasi 16 L. Gereben 9 L. Gereben 9 | Reporte Pts Reb Asts | Estadísticas 23 M. Vervaet 14 B. Massey 3 M. Vervaet | Pabellón: Novomatic Aréna, Sopron Árbitros: Alexey Davydov Ivana Ivanović Zafer Yılmaz |  |

| 10 de agosto de 2017, 20:15 | Serbia                                                 | 74–63                | Eslovenia                                             |                                                                                     |  |
|                             | Parciales: 15–13, 18–20, 24–17, 17–13                  |                      |                                                       |                                                                                     |  |
|                             | Estadísticas I. Raca 16 M. Djordjevic 10 I. Katanic 10 | Reporte Pts Reb Asts | Estadísticas 18 A. Kroselj 8 T. Gorsic 8 Z. Friskovec | Pabellón: Novomatic Aréna, Sopron Árbitros: Arnis Ozols Anton Makhlin Nikola Perlić |  |

#### Semifinales
| 12 de agosto de 2017, 18:00 | República Checa                                            | 49–63                | Bélgica                                            |                                                                                            |  |
|                             | Parciales: 16–8, 7–20, 14–16, 12–19                        |                      |                                                    |                                                                                            |  |
|                             | Estadísticas T. Vitulova 12 V. Vorackova 13 V. Vorackova 5 | Reporte Pts Reb Asts | Estadísticas 17 L. Devos 16 B. Massey 6 M. Vervaet | Pabellón: Novomatic Aréna, Sopron Árbitros: Alexey Davydov Manuel Mazzoni Bernard Vassallo |  |

| 12 de agosto de 2017, 20:15 | Francia                                         | 48–66                | Serbia                                               |                                                                                       |  |
|                             | Parciales: 15–14, 11–11, 17–14, 5–27            |                      |                                                      |                                                                                       |  |
|                             | Estadísticas T. Pouye 19 N. Fofana 8 T. Pouye 3 | Reporte Pts Reb Asts | Estadísticas 22 I. Katanic 8 I. Katanic 9 I. Katanic | Pabellón: Novomatic Aréna, Sopron Árbitros: Tomas Jasevičius Mila Čavara Zafer Yılmaz |  |

#### Partido por la medalla de bronce
| 13 de agosto de 2017, 18:00 | Francia                                            | 55–48                | República Checa                                            |                                                                                      |  |
|                             | Parciales: 21–12, 11–11, 11–16, 12–9               |                      |                                                            |                                                                                      |  |
|                             | Estadísticas K. Sissoko 17 K. Sissoko 9 T. Pouye 4 | Reporte Pts Reb Asts | Estadísticas 14 T. Vitulova 8 V. Vorackova 5 K. Brabencova | Pabellón: Novomatic Aréna, Sopron Árbitros: Jasmina Juras Manuel Mazzoni Arnis Ozols |  |

#### Final
| 13 de agosto de 2017, 20:15 | Serbia                                                    | 53–55                | Bélgica                                            |                                                                                             |  |
|                             | Parciales: 13–11, 3–22, 20–8, 17–14                       |                      |                                                    |                                                                                             |  |
|                             | Estadísticas I. Raca 18 M. Djordjevic 7 N. Dimitrijevic 5 | Reporte Pts Reb Asts | Estadísticas 16 M. Vervaet 13 B. Massey 3 L. Devos | Pabellón: Novomatic Aréna, Sopron Árbitros: Tomas Jasevičius Mathieu Hosselet Nikola Perlić |  |

### Cuadro por el 5º-8º lugar
|  | Semifinales 5º-8º | Semifinales 5º-8º |         |        | Partido 5º lugar | Partido 5º lugar |  |
|  | 12 de agosto      | 12 de agosto      |         |        | 13 de agosto     | 13 de agosto     |  |
|  |                   |                   |         |        |                  |                  |  |
|  |                   |                   |         |        |                  |                  |  |
|  | España            | 63                |         |        |                  |                  |  |
|  | España            | 63                |         |        |                  |                  |  |
|  | Eslovenia         | 62                |         |        |                  |                  |  |
|  | Eslovenia         | 62                |         | España | 55               |                  |  |
|  |                   |                   |         | España | 55               |                  |  |
|  |                   |                   | Hungría | 74     |                  |                  |  |
|  | Suecia            | 43                | Hungría | 74     |                  |                  |  |
|  | Suecia            | 43                |         |        |                  |                  |  |
|  | Hungría           | 59                |         |        | Partido 7º lugar | Partido 7º lugar |  |
|  | Hungría           | 59                |         |        | Partido 7º lugar | Partido 7º lugar |  |
|  |                   |                   |         |        |                  |                  |  |
|  |                   |                   |         |        | Eslovenia        | 70               |  |
|  |                   |                   |         |        | Eslovenia        | 70               |  |
|  |                   |                   |         |        | Suecia           | 67               |  |
|  |                   |                   |         |        | Suecia           | 67               |  |
|  |                   |                   |         |        |                  |                  |  |

#### Semifinales del 5º–8º lugar
| 12 de agosto de 2017, 13:30 | España                                             | 63–62                | Eslovenia                                            | |  |
|                             | Parciales: 12–13, 14–14, 18–10, 19–25              |                      |                                                      | |  |
|                             | Estadísticas I. Junio 22 I. Junio 14 P. González 8 | Reporte Pts Reb Asts | Estadísticas 15 T. Kenda 10 T. Gorsic 5 Z. Friskovec | Pabellón: Novomatic Aréna, Sopron Árbitros: Arnis Ozols Ivana Ivanović Pedro Alfonso Vásquez González |  |

| 12 de agosto de 2017, 15:45 | Suecia                                                      | 43–59                | Hungría                                             |                                                                                         |  |
|                             | Parciales: 13–13, 12–13, 9–10, 9–23                         |                      |                                                     |                                                                                         |  |
|                             | Estadísticas K. Lundquist 19 K. Lundquist 12 K. Lundquist 2 | Reporte Pts Reb Asts | Estadísticas 16 L. Gereben 14 L. Gereben 8 R. Lelik | Pabellón: Novomatic Aréna, Sopron Árbitros: Nikola Perlić Anastasios Manos Zdenko Zubak |  |

#### Partido por el 7º lugar
| 13 de agosto de 2017, 13:30 | Eslovenia                                             | 70–67                | Suecia                                                      |                                                                                                |  |
|                             | Parciales: 19–18, 15–16, 14–11, 22–22                 |                      |                                                             |                                                                                                |  |
|                             | Estadísticas T. Gorsic 17 Z. Friskovec 7 A. Kroselj 7 | Reporte Pts Reb Asts | Estadísticas 34 K. Lundquist 10 K. Lundquist 4 K. Lundquist | Pabellón: Novomatic Aréna, Sopron Árbitros: Anton Makhlin Igor Esteve Malmierca Tamás Földházi |  |

#### Partido por el 5º lugar
| 13 de agosto de 2017, 15:45 | España                                           | 55–74                | Hungría                                          |                                                                                          |  |
|                             | Parciales: 11–20, 12–24, 12–18, 20–12            |                      |                                                  |                                                                                          |  |
|                             | Estadísticas I. Junio 14 I. Junio 11 A. Prieto 3 | Reporte Pts Reb Asts | Estadísticas 18 B. Meresz 6 D. Czukor 8 R. Lelik | Pabellón: Novomatic Aréna, Sopron Árbitros: Bernard Vassallo Mykola Ambrosov Mila Čavara |  |

### Cuadro por el 9º-16º lugar
|  | Partido 13.er lugar | Partido 13.er lugar |                      |         | Semifinales 13.º-16º. | Semifinales 13.º-16º. |              |              | Cuartos de final 9.º-16.º | Cuartos de final 9.º-16.º |                      |       | Semifinales 9.º-12.º | Semifinales 9.º-12.º |  |  | Partido 9.º lugar | Partido 9.º lugar |
|  |                     |                     |                      |         |                       |                       |              |              |                           |                           |                      |       |                      |                      |  |  |                   |                   |
|  |                     |                     |                      |         |                       |                       |              |              | 10 de agosto              |                           |                      |       |                      |                      |  |  |                   |                   |
|  |                     |                     |                      |         |                       |                       |              |              |                           |                           |                      |       |                      |                      |  |  |                   |                   |
|  | 13 de agosto        | 13 de agosto        |                      |         | 12 de agosto          | 12 de agosto          |              |              | Turquía                   | 44                        |                      |       | 12 de agosto         | 12 de agosto         |  |  | 13 de agosto      | 13 de agosto      |
|  | 13 de agosto        | 13 de agosto        |                      |         | 12 de agosto          | 12 de agosto          |              |              | Turquía                   | 44                        |                      |       | 12 de agosto         | 12 de agosto         |  |  | 13 de agosto      | 13 de agosto      |
|  | 13 de agosto        | 13 de agosto        |                      |         | 12 de agosto          | 12 de agosto          | Rusia        | 84           |                           |                           |                      |       | 12 de agosto         | 12 de agosto         |  |  | 13 de agosto      | 13 de agosto      |
|  | 13 de agosto        | 13 de agosto        |                      | Turquía | 63                    |                       | Rusia        | 84           |                           |                           |                      | Rusia | 62                   |                      |  |  | 13 de agosto      | 13 de agosto      |
|  | 13 de agosto        | 13 de agosto        | 10 de agosto         | Turquía | 63                    |                       |              |              |                           |                           |                      | Rusia | 62                   |                      |  |  | 13 de agosto      | 13 de agosto      |
|  | 13 de agosto        | 13 de agosto        |                      |         | Letonia               | 67                    |              |              | Italia                    | 71                        |                      |       |                      |                      |  |  | 13 de agosto      | 13 de agosto      |
|  | 13 de agosto        | 13 de agosto        | Letonia              | 57      | Letonia               | 67                    |              |              | Italia                    | 71                        |                      |       |                      |                      |  |  | 13 de agosto      | 13 de agosto      |
|  | 13 de agosto        | 13 de agosto        | Letonia              | 57      |                       |                       |              |              |                           |                           |                      |       |                      |                      |  |  | 13 de agosto      | 13 de agosto      |
|  | 13 de agosto        | 13 de agosto        |                      |         | Italia                | 82                    |              |              |                           |                           |                      |       |                      |                      |  |  | 13 de agosto      | 13 de agosto      |
|  | Letonia             | 81                  |                      |         | Italia                | 82                    | Italia       | 63           |                           |                           |                      |       |                      |                      |  |  |                   |                   |
|  | Letonia             | 81                  | 10 de agosto         |         |                       |                       | Italia       | 63           |                           |                           |                      |       |                      |                      |  |  |                   |                   |
|  | Lituania            | 72                  |                      |         | Croacia               | 71                    |              |              |                           |                           |                      |       |                      |                      |  |  |                   |                   |
|  | Lituania            | 72                  | Grecia               | 65      | Croacia               | 71                    |              |              |                           |                           |                      |       |                      |                      |  |  |                   |                   |
|  |                     |                     | Grecia               | 65      | 12 de agosto          | 12 de agosto          | 12 de agosto | 12 de agosto |                           |                           |                      |       |                      |                      |  |  |                   |                   |
|  |                     |                     | Bosnia y Herzegovina | 80      | 12 de agosto          | 12 de agosto          | 12 de agosto | 12 de agosto |                           |                           |                      |       |                      |                      |  |  |                   |                   |
|  | Partido 15.º lugar  | Partido 15.º lugar  | Bosnia y Herzegovina | 80      | Grecia                | 57                    |              |              |                           |                           | Bosnia y Herzegovina | 52    | Partido 11.º lugar   | Partido 11.º lugar   |  |  |                   |                   |
|  | Partido 15.º lugar  | Partido 15.º lugar  | 10 de agosto         |         | Grecia                | 57                    |              |              |                           |                           | Bosnia y Herzegovina | 52    | Partido 11.º lugar   | Partido 11.º lugar   |  |  |                   |                   |
|  | 13 de agosto        | 13 de agosto        |                      |         | Lituania              | 96                    |              |              | Croacia                   | 80                        |                      |       | 13 de agosto         | 13 de agosto         |  |  |                   |                   |
|  | Turquía             | 71                  | Croacia              | 69      | Lituania              | 96                    | Rusia        | 90           | Croacia                   | 80                        |                      |       |                      |                      |  |  |                   |                   |
|  | Turquía             | 71                  | Croacia              | 69      |                       |                       | Rusia        | 90           |                           |                           |                      |       |                      |                      |  |  |                   |                   |
|  | Grecia              | 62                  |                      |         | Lituania              | 67                    |              |              | Bosnia y Herzegovina      | 73                        |                      |       |                      |                      |  |  |                   |                   |

#### Cuartos de final del 9º–16º lugar
| 10 de agosto de 2017, 13:00 | Turquía                                                | 44–84                | Rusia                                                    |                                                                                                  |  |
|                             | Parciales: 11–22, 8–26, 8–20, 17–17                    |                      |                                                          |                                                                                                  |  |
|                             | Estadísticas M. Yildizhan 11 I. Guner 5 M. Yildizhan 2 | Reporte Pts Reb Asts | Estadísticas 15 M. Antoshina 9 D. Ignatova 6 O. Safonova | Pabellón: Novomatic Aréna II, Sopron Árbitros: Mykola Ambrosov Mathieu Hosselet Gellért Kapitány |  |

| 10 de agosto de 2017, 15:15 | Grecia                                             | 65–80                | Bosnia y Herzegovina                                   |                                                                                               |  |
|                             | Parciales: 18–18, 20–18, 18–18, 9–26               |                      |                                                        |                                                                                               |  |
|                             | Estadísticas E. Tsineke 26 E. Kouki 7 E. Tsineke 4 | Reporte Pts Reb Asts | Estadísticas 19 G. Viskovic 10 S. Heljic 7 G. Viskovic | Pabellón: Novomatic Aréna II, Sopron Árbitros: Bernard Vassallo Tamás Földházi Gavin Williams |  |

| 10 de agosto de 2017, 17:30 | Croacia                                            | 69–67                | Lituania                                                      |                                                                                                 |  |
|                             | Parciales: 25–13, 17–15, 14–18, 13–21              |                      |                                                               |                                                                                                 |  |
|                             | Estadísticas A. Katavic 21 L. Kostic 7 L. Kostic 5 | Reporte Pts Reb Asts | Estadísticas 20 D. Donskichyte 7 L. Tamutyte 4 D. Donskichyte | Pabellón: Novomatic Aréna II, Sopron Árbitros: Tamás Benczúr Igor Esteve Malmierca Zdenko Zubak |  |

| 10 de agosto de 2017, 19:45 | Letonia                                           | 57–82                | Italia                                            |                                                                                               |  |
|                             | Parciales: 12–12, 11–22, 19–23, 15–25             |                      |                                                   |                                                                                               |  |
|                             | Estadísticas J. Rozentale 12 A. Gulbe 9 S. Lipe 2 | Reporte Pts Reb Asts | Estadísticas 15 S. Madera 7 S. Madera 4 C. Verona | Pabellón: Novomatic Aréna II, Sopron Árbitros: Anastasios Manos Zoltán Palla Volodymyr Pediev |  |

#### Semifinales del 13º–16º lugar
| 12 de agosto de 2017, 13:00 | Turquía                                             | 63–67                | Letonia                                              |                                                                                             |  |
|                             | Parciales: 13–11, 11–15, 12–18, 27–23               |                      |                                                      |                                                                                             |  |
|                             | Estadísticas I. Guner 21 M. Yildizhan 15 I. Guner 4 | Reporte Pts Reb Asts | Estadísticas 17 M. Klavina 7 J. Rozentale 5 N. Ozola | Pabellón: Novomatic Aréna II, Sopron Árbitros: Tamas Benczur Anton Makhlin Volodymyr Pediev |  |

| 12 de agosto de 2017, 15:15 | Grecia                                                      | 57–96                | Lituania                                                     |                                                                                                |  |
|                             | Parciales: 13–25, 10–19, 19–24, 15–28                       |                      |                                                              |                                                                                                |  |
|                             | Estadísticas E. Tsineke 17 M. Anastasopoulou 5 E. Tsineke 5 | Reporte Pts Reb Asts | Estadísticas 19 K. Kazociunaite 10 L. Tamutyte 5 L. Tamutyte | Pabellón: Novomatic Aréna II, Sopron Árbitros: Mathieu Hosselet Mykola Ambrosov Tamás Földházi |  |

#### Semifinales del 9º–12º lugar
| 12 de agosto de 2017, 17:30 | Rusia                                                             | 62–71                | Italia                                             | |  |
|                             | Parciales: 16–20, 18–9, 17–21, 11–21                              |                      |                                                    | |  |
|                             | Estadísticas A. Zaitceva 13 D. Kosulnikova 11 D. Dinza Ernandes 3 | Reporte Pts Reb Asts | Estadísticas 19 M. Fassina 8 M. Fassina 4 L. Cubaj | Pabellón: Novomatic Aréna II, Sopron Árbitros: Jasmina Juras Igor Esteve Malmierca Sarty Nghixulifwa |  |

| 12 de agosto de 2017, 19:45 | Bosnia y Herzegovina                                 | 52–80                | Croacia                                            | |  |
|                             | Parciales: 4–12, 14–28, 23–24, 11–16                 |                      |                                                    | |  |
|                             | Estadísticas G. Viskovic 16 T. Peric 7 S. Azinovic 3 | Reporte Pts Reb Asts | Estadísticas 22 K. Erjavec 8 A. Katavic 4 M. Lazic | Pabellón: Novomatic Aréna II, Sopron Árbitros: Pedro Alfonso Vásquez González Volodymyr Pediev Gavin Williams |  |

#### Partido por el 15º lugar
| 13 de agosto de 2017, 11:00 | Turquía                                             | 71–62                | Grecia                                             |                                                                                                |  |
|                             | Parciales: 19–14, 14–19, 27–17, 11–12               |                      |                                                    |                                                                                                |  |
|                             | Estadísticas I. Guner 31 I. Guner 17 M. Yildizhan 8 | Reporte Pts Reb Asts | Estadísticas 23 E. Tsineke 7 A. Tsineke 6 I. Prapa | Pabellón: Novomatic Aréna II, Sopron Árbitros: Zdenko Zubak Gellért Kapitány Sarty Nghixulifwa |  |

#### Partido por el13.erlugar
| 13 de agosto de 2017, 13:15 | Letonia                                                 | 81–72                | Lituania                                                         |                                                                                           |  |
|                             | Parciales: 18–20, 19–16, 29–14, 15–22                   |                      |                                                                  |                                                                                           |  |
|                             | Estadísticas J. Rozentale 20 J. Rozentale 18 N. Ozola 4 | Reporte Pts Reb Asts | Estadísticas 15 K. Masionyte 10 L. Sakeviciute 4 K. Serkeviciute | Pabellón: Novomatic Aréna II, Sopron Árbitros: Alexey Davydov Ivana Ivanović Zafer Yılmaz |  |

#### Partido por el 11º lugar
| 13 de agosto de 2017, 15:30 | Rusia                                                   | 90–73                | Bosnia y Herzegovina                                 |                                                                                              |  |
|                             | Parciales: 15–19, 26–12, 17–27, 32–15                   |                      |                                                      |                                                                                              |  |
|                             | Estadísticas D. Repnikova 19 A. Zaitceva 9 O. Petrova 4 | Reporte Pts Reb Asts | Estadísticas 21 S. Heljic 11 S. Heljic 4 G. Viskovic | Pabellón: Novomatic Aréna II, Sopron Árbitros: Tamas Benczur Volodymyr Pediev Gavin Williams |  |

#### Partido por el 9º lugar
| 13 de agosto de 2017, 17:45 | Italia                                           | 63–71                | Croacia                                            | |  |
|                             | Parciales: 16–15, 9–18, 13–18, 25–20             |                      |                                                    | |  |
|                             | Estadísticas L. Cubaj 20 L. Cubaj 9 M. Fassina 5 | Reporte Pts Reb Asts | Estadísticas 23 K. Erjavec 9 L. Kostic 9 L. Kostic | Pabellón: Novomatic Aréna II, Sopron Árbitros: Anastasios Manos Gellért Kapitány Pedro Alfonso Vásquez González |  |

## Clasificación final
– Desciende a la División B.
| Pos.              | Equipo               | Balance |
| ----------------- | -------------------- | ------- |
| Medalla de oro    | Bélgica              | 6–1     |
| Medalla de plata  | Serbia               | 4–3     |
| Medalla de bronce | Francia              | 5–2     |
| 4º                | República Checa      | 5–2     |
| 5º                | Hungría              | 6–1     |
| 6º                | España               | 5–2     |
| 7º                | Eslovenia            | 3–4     |
| 8º                | Suecia               | 3–4     |
| 9º                | Croacia              | 3–4     |
| 10º               | Italia               | 4–3     |
| 11º               | Rusia                | 3–4     |
| 12º               | Bosnia y Herzegovina | 1–6     |
| 13º               | Letonia              | 4–3     |
| 14º               | Lituania             | 2–5     |
| 15º               | Turquía              | 1–6     |
| 16º               | Grecia               | 1–6     |